# Hensol Castle
Hensol Castle (tidligere Hensol House) er et landsted med krenelering i gotisk stil, der stammer fra 1600-tallet eller begyndelsen af 1700-tallet. I dag bliver det drevet som et bryllups- og konferencested for The Vale Resort. Det ligger nord for Clawdd Coch og Tredodridge i communitiet Pendoylan i Vale of Glamorgan, Wales. 
Det er en listed building af 1. grad.